# Thomas Myhre
Thomas Myhre (* 16. Oktober 1973 in Sarpsborg) ist ein ehemaliger norwegischer Fußballspieler.

## Karriere
Der norwegische Nationaltorwart begann seine Karriere bei Viking Stavanger in der ersten norwegischen Liga. Im November 1997 wechselte Myhre nach England zum FC Everton, den er im November 1999 Richtung Schottland verließ. Für einen Monat hielt der Norweger seine Bälle für die Glasgow Rangers, ehe er die Saison beim FC Everton beendete. Anfang der Saison 2000/01 hielt er den Kasten von Birmingham City sauber, im November 2000 ging er ebenfalls für einen Monat zu den Tranmere Rovers, ehe er wieder die Saison beim FC Everton abschloss. Im Juni 2001 ging der Wandervogel bis November 2001 nach Dänemark zum FC Kopenhagen. Die Saison beendete Myhre in Istanbul bei Beşiktaş. 2002/03 war er das erste Mal für ein Jahr Torhüter beim FC Sunderland. 2003/04 hielt Myhre für Crystal Palace, ehe er nächste Saison wieder für den FC Sunderland zwischen den Pfosten stand. Seit Anfang der Saison 2005/06 spielte er bei Charlton Athletic. Im Juni 2007 kehrte er in seine Heimat Norwegen zu seinem Ursprungsverein Viking Stavanger zurück. Dort spielte er knapp drei Jahre, bevor er 2010 erneut wechselte. Sein aktueller Klub ist seitdem Kongsvinger IL.
Myhre spielte 56 Mal im norwegischen Fußballnationalteam.

## Erfolge
- Teilnahme an der Fußball-WM 1998 in Frankreich
- Teilnahme an der Fußball-EM 2000 in den Niederlanden und Belgien (3 Einsätze)